# Tuhrina
Tuhrina (bis 1927 slowakisch „Turina“; ungarisch Turina – bis 1907 Tuhrina) ist eine Gemeinde im Osten der Slowakei mit 554 Einwohnern (Stand 31. Dezember 2024) im Okres Prešov, einem Teil des Prešovský kraj, und wird zur traditionellen Landschaft Šariš gezählt.

## Geographie

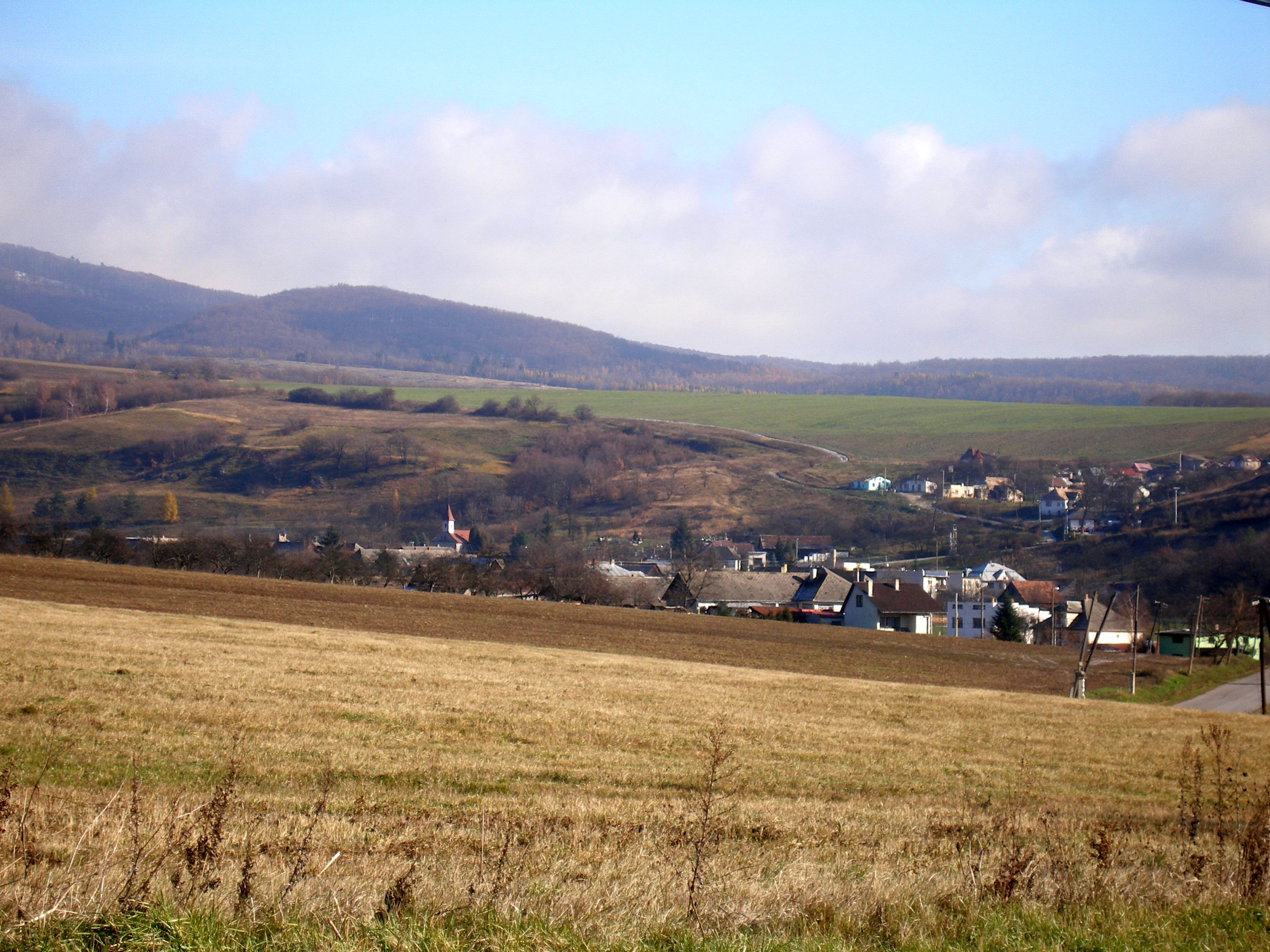
Tuhrina

Die Gemeinde befindet sich am Westhang des Gebirges Slanské vrchy, im Tal des Baches Tuhrinský potok im Einzugsgebiet der Olšava und somit des Hornád. Das Ortszentrum liegt auf einer Höhe von 490 m n.m. und ist 21 Kilometer von Prešov entfernt (Straßenentfernung).
Nachbargemeinden sind Lesíček im Norden, Zlatá Baňa im Nordosten, Lúčina im Osten, Opiná im Südosten und Süden und Žehňa im Westen und Nordwesten.

## Geschichte

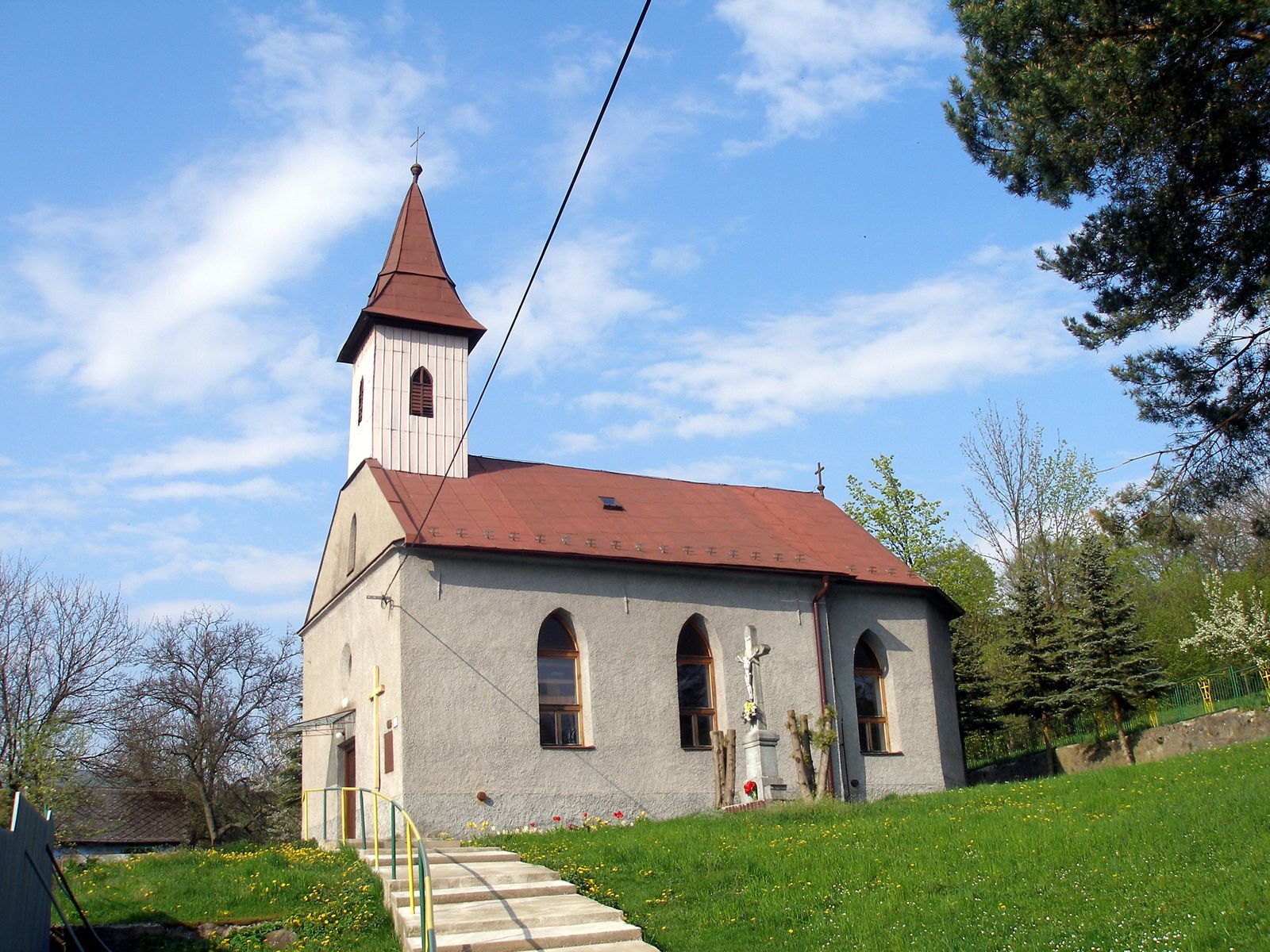
Kirche im Ort

Tuhrina wurde zum ersten Mal 1427 als Thwrhyna schriftlich erwähnt. Zur Zeit der Ersterwähnung wurden 12 Porta verzeichnet, die einem Georg von Roschonowetz gehörten. Später gehörten die Ortsgüter den Familien Csicsey, Thököly, im 19. Jahrhundert Fedák und Kecer. 1722 zerstörte ein Brand den Ort, 1787 hatte die Ortschaft 45 Häuser und 373 Einwohner, die als Fuhrleute, Landwirte und Waldarbeiter beschäftigt waren.
Bis 1918/1919 gehörte der im Komitat Sáros liegende Ort zum Königreich Ungarn und danach zur Tschechoslowakei beziehungsweise heute Slowakei. Nach dem Zweiten Weltkrieg wurde die örtliche Einheitliche landwirtschaftliche Genossenschaft (Abk. JRD) im Jahr 1959 gegründet, ein Teil der Einwohner pendelte zur Arbeit nach Prešov.

## Bevölkerung
| Jahr                | 1994 | 2004     | 2014    | 2024     |
| ------------------- | ---- | -------- | ------- | -------- |
| Anzahl der Personen | 381  | 435      | 471     | 554      |
| Unterschied         |      | +14,17 % | +8,27 % | +17,62 % |

| Jahr                | 2023 | 2024    |
| ------------------- | ---- | ------- |
| Anzahl der Personen | 551  | 554     |
| Unterschied         |      | +0,54 % |

Nach der Volkszählung 2011 wohnten in Tuhrina 463 Einwohner, davon 385 Slowaken, 62 Roma, zwei Russinen und ein Tscheche. Ein Einwohner gab eine andere Ethnie an und 12 Einwohner machten keine Angabe zur Ethnie.
359 Einwohner bekannten sich zur römisch-katholischen Kirche, 62 Einwohner zur Evangelischen Kirche A. B., fünf Einwohner zu den Siebenten-Tags-Adventisten, vier Einwohner zur griechisch-katholischen Kirche, drei Einwohner zu den Brethren sowie jeweils zwei Einwohner zur apostolischen Kirche und zur orthodoxen Kirche. Ein Einwohner bekannte sich zu einer anderen Konfession, 12 Einwohner waren konfessionslos und bei 13 Einwohnern wurde die Konfession nicht ermittelt.

## Baudenkmäler
- römisch-katholische Kirche Mariä Namen
- evangelische Kirche
- Ruinen der Burg Bodoň nördlich des Ortes

## Verkehr
Durch Tuhrina führt die Straße 3. Ordnung 3446 von Opiná nach Prešov, südlich des Ortes zweigt die Straße 3. Ordnung 3438 nach Červenica ab.